# الحميراء (السياني)

تعديل مصدري - تعديل

الحميراء هي إحدى قرى عزلة الأزارق بمديرية السياني التابعة لمحافظة إب، بلغ تعداد سكانها 282 نسمة حسب تعداد اليمن لعام 2004.